# سانجو کینیوری
سانجو کینیوری (به ژاپنی: 三条公頼) (زمان حیات ۱۵۵۱–۱۴۹۵ میلادی) یک کوگه، اشراف درباری، وزیر چپ در دوره سنگوکو بود. او شانزدهمین رهبر خاندان سانجو بود. دختر او سانجونوکاتا، همسر کی‌شیتسو/ (زن اصلی بعد از مرگ یا طلاق زن اصلی نخست) تاکدا شینگن بود. دختر ارشد او همسر هوسوکاوا هاروموتو و دختر کوچک او همسر هونگانجی کننیو بود.
در ۱ سپتامبر ۱۵۵۱، کیمیوری در حادثه معبد تاینی، شرکت کرد و کشته شد.